# Jeux du Commonwealth de 1982
Navigation
Édition précédente Édition suivante
Les jeux du Commonwealth de 1982 se sont tenus du 30 septembre au 9 octobre 1982 à Brisbane, en Australie. La cérémonie d'ouverture s'est déroulée dans l'enceinte du QEII Stadium (du nom de la reine Élisabeth II) à Nathan, en périphérie de Brisbane. Une partie des compétitions eurent également lieu au Sleeman Sports Complex, à Chandler. Le président des jeux de 1982 fut sir Edward Williams, futur commissaire général de l'exposition universelle de 1988.

## Description
Le logo des jeux du Commonwealth de 1982 a été dessiné par Hugh Edwards, vainqueur d'un concours national lancé en 1978. Il s'inspire d'un kangourou bondissant, tout en formant une lettre « A » (pour Australie) stylisée. La mascotte retenue pour ces jeux était un kangourou baptisé « Matilda ».
Les jeux furent ouverts par le duc d'Édimbourg en personne. Ils réunirent 1580 sportifs issus de 45 nations sous le slogan « The friendly games ».

## Médailles
| Rang | Nation           | Or | Argent | Bronze | Total |
| ---- | ---------------- | -- | ------ | ------ | ----- |
| 1    | Australie        | 39 | 39     | 29     | 107   |
| 2    | Angleterre       | 38 | 38     | 32     | 108   |
| 3    | Canada           | 26 | 23     | 36     | 82    |
| 4    | Écosse           | 8  | 6      | 12     | 26    |
| 5    | Nouvelle-Zélande | 5  | 8      | 13     | 26    |
| 6    | Inde             | 5  | 8      | 3      | 16    |
| 7    | Nigeria          | 5  | 0      | 8      | 13    |
| 8    | Pays de Galles   | 4  | 4      | 1      | 9     |
| 9    | Kenya            | 4  | 2      | 4      | 10    |
| 10   | Bahamas          | 2  | 2      | 2      | 6     |
| 11   | Jamaïque         | 2  | 1      | 1      | 4     |
| 12   | Tanzanie         | 1  | 2      | 2      | 5     |
| 13   | Malaisie         | 1  | 0      | 1      | 2     |
| 14   | Fidji            | 1  | 0      | 0      | 1     |
| 14   | Hong Kong        | 1  | 0      | 0      | 1     |
| 14   | Zimbabwe         | 1  | 0      | 0      | 1     |
| 17   | Irlande du Nord  | 0  | 3      | 3      | 6     |
| 18   | Ouganda          | 0  | 3      | 0      | 3     |
| 19   | Zambie           | 0  | 1      | 5      | 6     |
| 20   | Guernesey        | 0  | 1      | 1      | 2     |
| 21   | Bermudes         | 0  | 0      | 1      | 1     |
| 21   | Singapour        | 0  | 0      | 1      | 1     |
| 21   | Swaziland        | 0  | 0      | 1      | 1     |